# Anthidium politum
Anthidium politum är en biart som beskrevs av Morawitz 1895. Anthidium politum ingår i släktet ullbin, och familjen buksamlarbin. Inga underarter finns listade i Catalogue of Life.